# Helicobia edwardsi
Helicobia edwardsi är en tvåvingeart som först beskrevs av Hall 1937.  Helicobia edwardsi ingår i släktet Helicobia och familjen köttflugor. Inga underarter finns listade i Catalogue of Life.